# Lysaker
Lysaker is een voorstad van Oslo, gelegen in de gemeente Bærum en daarvan het meest oostelijke deel vormend.

## Geschiedenis
Lysaker was de naam van een boerderij. In 1624 werden de Kongsberg Zilvermijnen aangelegd en kwam er een weg door dit gebied die naar Oslo leidde, en over de stroom (Lysakerelven) werd een brug gebouwd. In 1872 werd de spoorlijn naar Drammen aangelegd en kwam het Station Lysaker tot stand. Zo groeide Lysaker uit tot een knooppunt voor het openbaar vervoer.
In het begin van de 20e eeuw ontwikkelde Lysaker zich tot een woonwijk. Hier woonde ook poolreiziger Fridtjof Nansen, die de villa Polhøgda betrok en er tot zijn dood in 1930 woonde.
In 1869 vestigde zich Granfos Brug, een houtverwerkend en papierproducerend bedrijf dat in 1981 werd gesloten om plaats te maken voor een kantorenpark. Na de Tweede Wereldoorlog ontwikkelde Oslo zich sterk, en bedrijven kozen vaak voor Lysaker vanwege de lagere grondprijs en niettemin de gunstige ligging.
De infrastructuur had ook nadelen, zoals versnippering en lawaai. Omstreeks 2000 werden betonplaten over een aantal autowegen geplaatst, waarop weer kantoren verrezen. Het Klaverness-gebouw, hoofdkantoor van de rederij Torvald Klaveness, heeft een karakteristieke ronde vorm. Een autoweg kwam bijna geheel ondergronds. De spoorwegen werden verhoogd aangelegd en het station werd aanzienlijk uitgebreid.